# David Datro Fofana
David Datro Fofana (* 22. Dezember 2002 in Ouragahio, Fromager) ist ein ivorischer Fußballspieler. Der Stürmer steht beim FC Chelsea unter Vertrag und ist ivorischer Nationalspieler.

## Sportliche Laufbahn

### Vereinskarriere
Fofana begann mit dem Vereinsfußball beim Abidjan City FC. Als Teenager wechselte er 2019 zu AFAD Djékanou. Hier machte er seine ersten Schritte im Erwachsenenbereich, als er für den Klub in der MTN Ligue 1 auflief.
Im Februar 2021 wechselte Fofana nach Norwegen, wo er sich mit einem bis Ende 2024 laufenden Vertrag Molde FK anschloss. Sein Debüt für den neuen Klub feierte er als Einwechselspieler im Hinspiel des Sechzehntelfinales der UEFA Europa League 2020/21, als er mit dem Klub im Estadio de la Cerámica auf den Bundesligaklub TSG 1899 Hoffenheim traf und nach 1:3-Halbzeitrückstand mit dem Treffer zum Endstand zum 3:3-Remis beitrug. Beim 2:0-Auswärtserfolg im Rückspiel stand er ohne Einsatz im Kader, beim Achtelfinal-Aus gegen den FC Granada verzeichnete er jeweils Kurzeinsätze. Auch in der Meisterschaft 2021 kam er vornehmlich als Ergänzungsspieler zum Zug, als der Klub hinter Titelverteidiger FK Bodø/Glimt Vizemeister wurde. Hingegen stand er im Pokalwettbewerb 2021 bei den meisten Spielen in der Startelf, als der Klub das Endspiel erreichte. Beim 1:0-Finalerfolg gegen FK Bodø/Glimt durch einen von Sivert Mannsverk verwandelten Strafstoß stand er jedoch nicht im Kader. In der Spielzeit 2022 etablierte er sich unter Trainer Erling Moe nach dem ersten Saisondrittel als Stammspieler und glänzte als regelmäßiger Torschütze, als der Klub nach dem 26. Spieltag vorzeitig den Meisterschaftsgewinn sicherte. Fofana wurde mit 15 Toren in 24 Einsätzen hinter Amahl Pellegrino (25) und Hugo Vetlesen (16) der drittbeste Torschütze der Liga.
Anfang Januar 2023 wechselte Fofana in die Premier League zum FC Chelsea, bei dem er einen Vertrag bis zum 30. Juni 2029 mit der Option auf ein weiteres Jahr unterschrieb. Mit einer Ablösesumme von rund 12 Millionen Euro löste er Erling Haaland (8 Mio. €) als teuersten Abgang in der Geschichte des Molde FK ab. Bis zum Ende der Saison 2022/23 kam der Stürmer 4-mal (2-mal in der Startelf) in der höchsten englischen Spielklasse zum Einsatz. Zudem lief er einmal im FA Cup und 2-mal (ein Tor) für die U21 in der Premier League 2 auf.
Zur Saison 2023/24 wurde Fofana für ein Jahr in die Bundesliga zum 1. FC Union Berlin verliehen. Dort kam er bis zum Winterpause zu 12 Ligaeinsätzen (8-mal von Beginn), in denen er ein Tor erzielte. Hinzu kam ein Einsatz im DFB-Pokal und 6 Spiele in der UEFA Champions League, in der die Berliner nach der Gruppenphase ausschieden. Anfang Januar 2024 wurde die Leihe vorzeitig beendet. Einige Tage später wurde er bis zum Saisonende an den Ligakonkurrenten FC Burnley weiterverliehen. Im September 2024 wurde er erneut verliehen, diesmal in die Türkei zu Göztepe Izmir. Die Leihe wurde im Februar 2025 ebenfalls vorzeitig beendet.

### Auswahleinsätze
Im November 2022 debütierte Fofana unter Coach Jean-Louis Gasset in der ivorischen Nationalmannschaft.

## Titel
- Norwegischer Meister: 2022
- Norwegischer Pokalsieger: 2021